# Broad Street Line
La Broad Street Line (également connu sous le nom de Broad Street Subway ou Orange Line) est une ligne de transport en commun du métro de Philadelphie gérée par la Southeastern Pennsylvania Transportation Authority (SEPTA). 
Elle roule de Fern Rock Transportation Center dans le nord de Philadelphie, au sud de l’agglomération à NRG Station ou se trouve le Spectrum, le Wachovia Center, le Citizens Bank Park et le Lincoln Financial Field. La ligne porte le nom de Broad Street, la rue sous laquelle elle circule sur presque toute sa longueur. Seul Fern Rock se trouve en dehors de Broad Street et au niveau de la surface. 
Construite sur le modèle des lignes du métro de New York, elle possède quatre voies sous une configuration local / express de Fern Rock à Walnut-Locust et ensuite de deux voies de Lombard South à Pattison (maintenant connue sous le nom de NRG Station). Hormis à New York et Philadelphie, l'utilisation séparée de pistes locales et express n'existe que sur le métro de Chicago où la ligne mauve roule selon le même principe.
Une branche sud offre un deuxième terminus sud dans le centre-ville aux rames express à la station 8th Street, elle porte le nom de Broad-Ridge Spur. 
La Broad Street Line appartient à la ville de Philadelphie mais est exploitée par la SEPTA depuis 1968. 

## Itinéraire

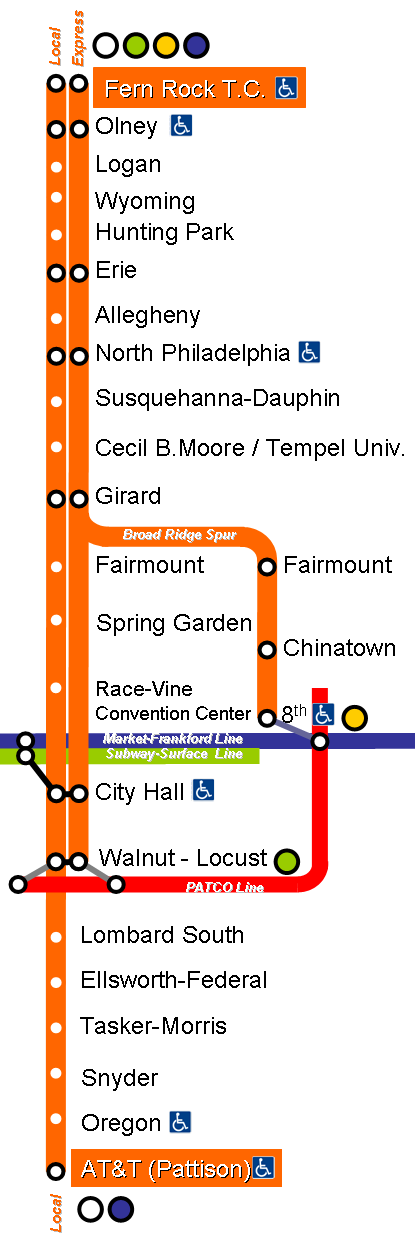
plan de la ligne

La Broad Street Line traverse Philadelphie du nord au sud; De son terminus (où se trouve également son dépôt) de Fern Rock, la ligne plonge dans un tunnel sur tout le reste de sa longueur (soit 19 km) sous Broad Street jusque Pattison Avenue.
Après la station Girard, la ligne se divise en deux et les rames express continuent soit vers Walnut-Locust soit vers 8th Street via la Broad Ridge Spur qui roule en diagonale de Broad Street. 
La ligne offre une correspondance à toutes les autres lignes majeures du métro de Philadelphie puisqu'elle croise la Market-Frankford Line et la Subway Surface Line à la station City Hall et qu'une correspondance est possible à Walnut-Locust et à 8th Street avec la PATCO Line.

### Service

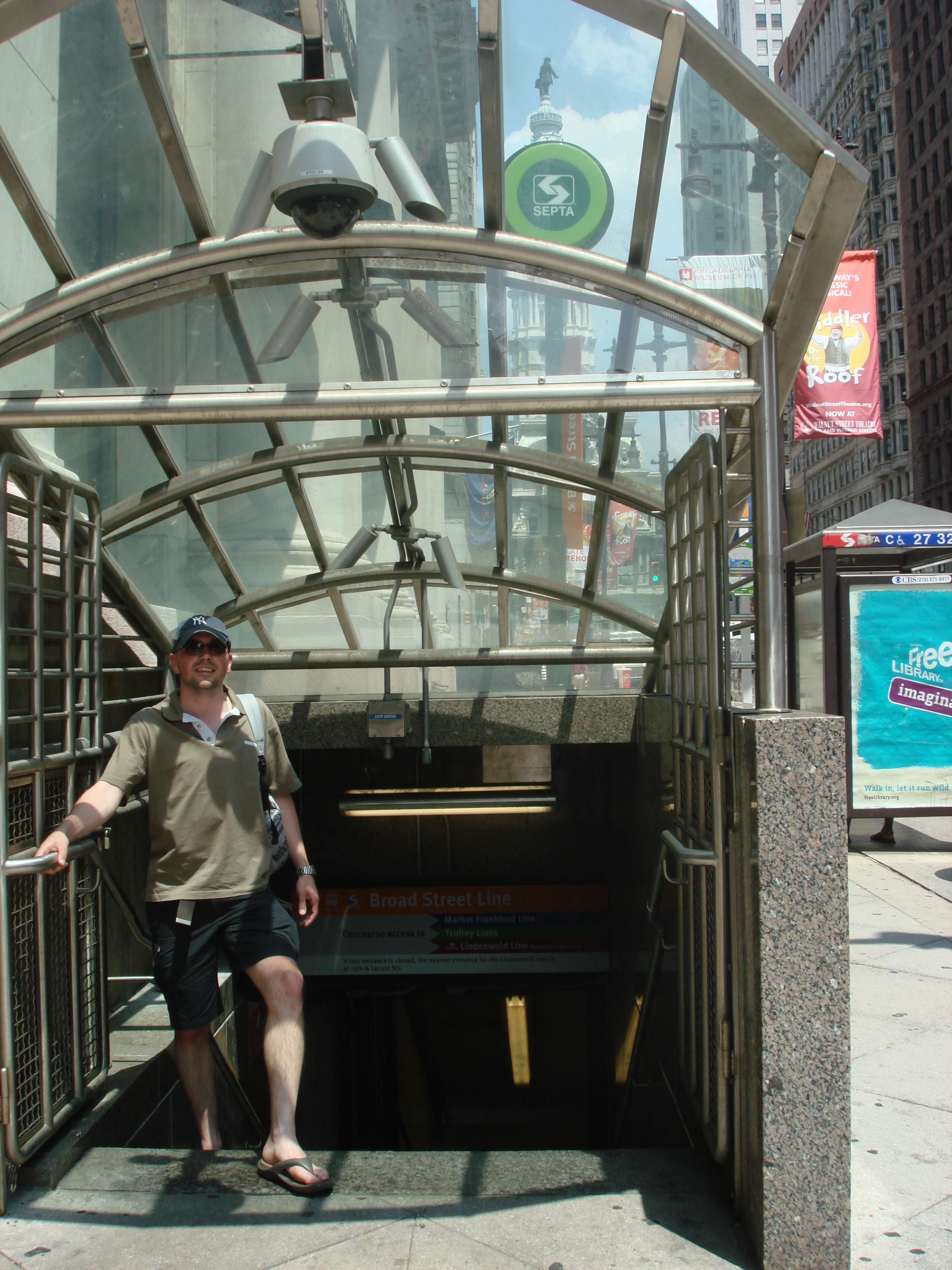
Bouche de métro sur Broad Street

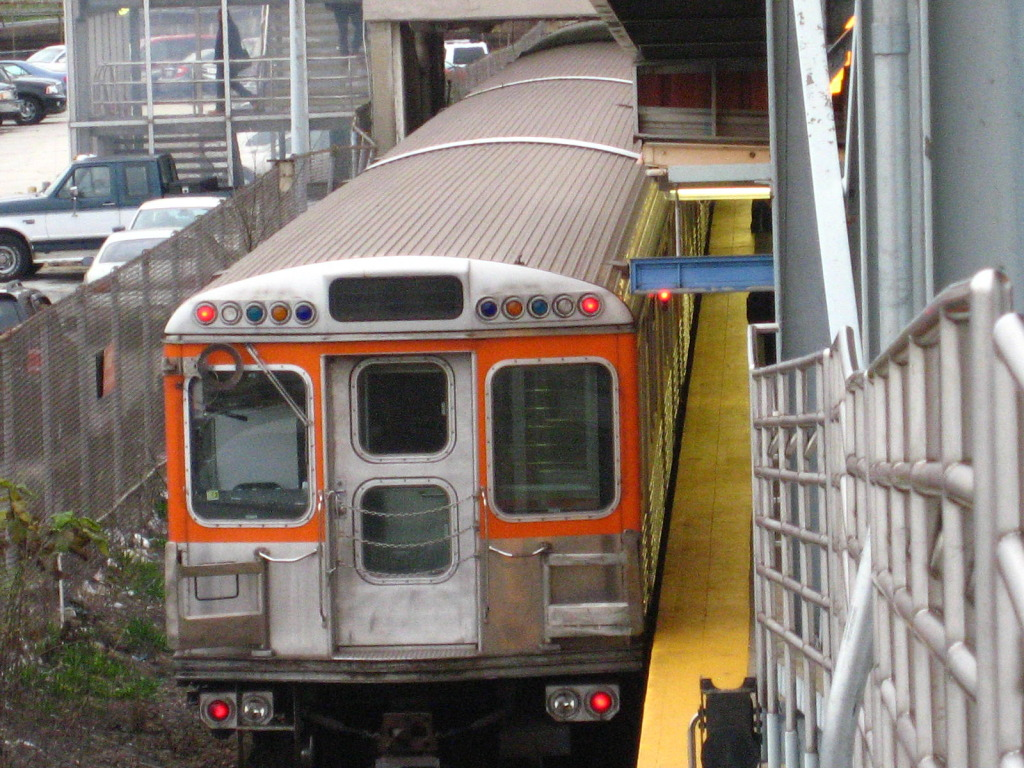
Rame au terminus de Fern Rock

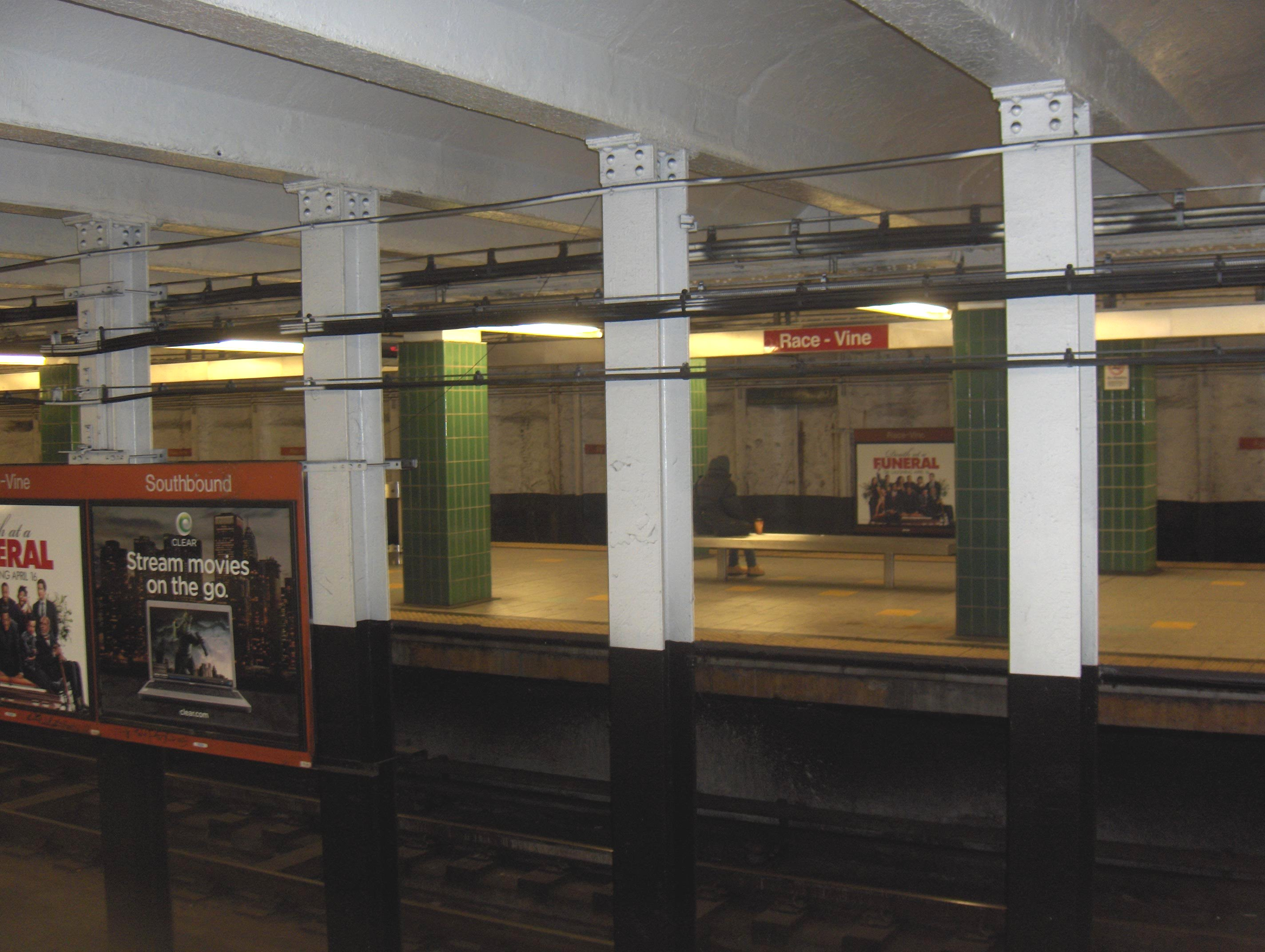
Station Rave-Vine

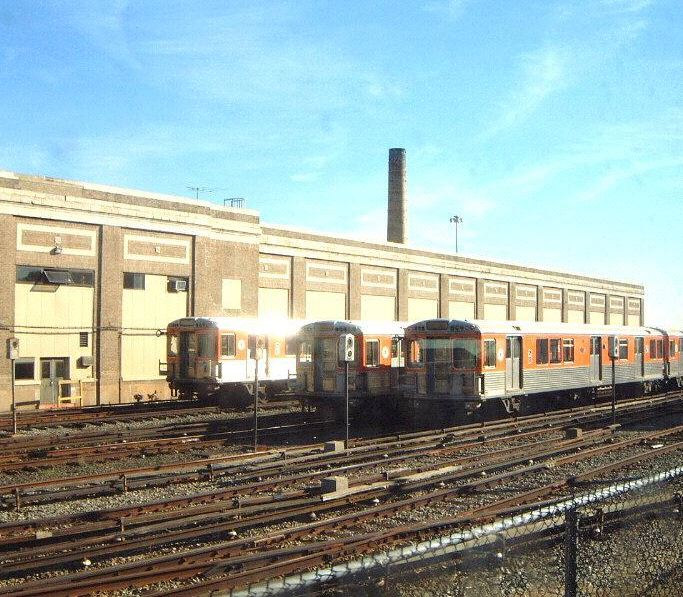
Dépôt de Fern Rock

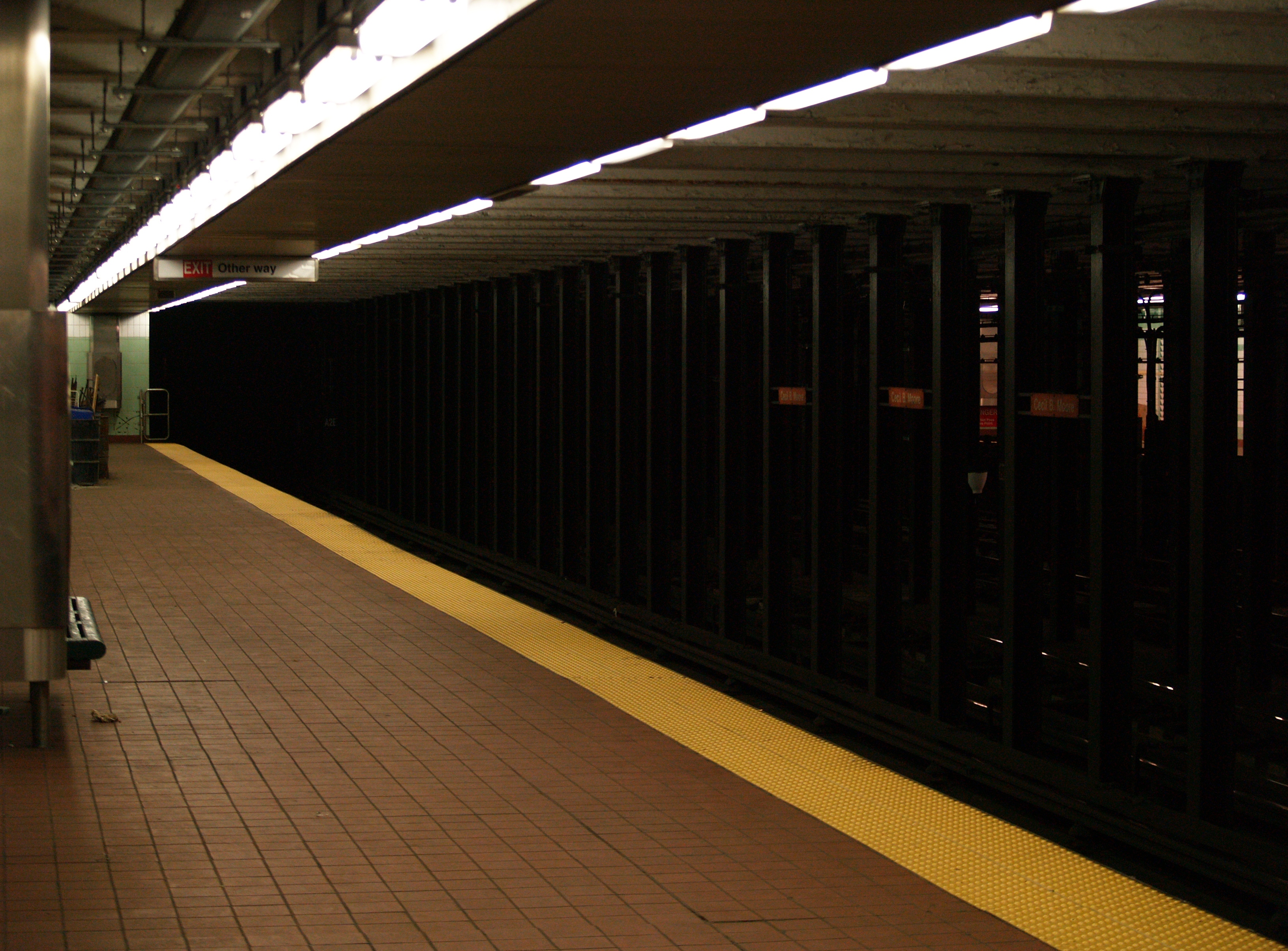
Station Cecil B. Moore

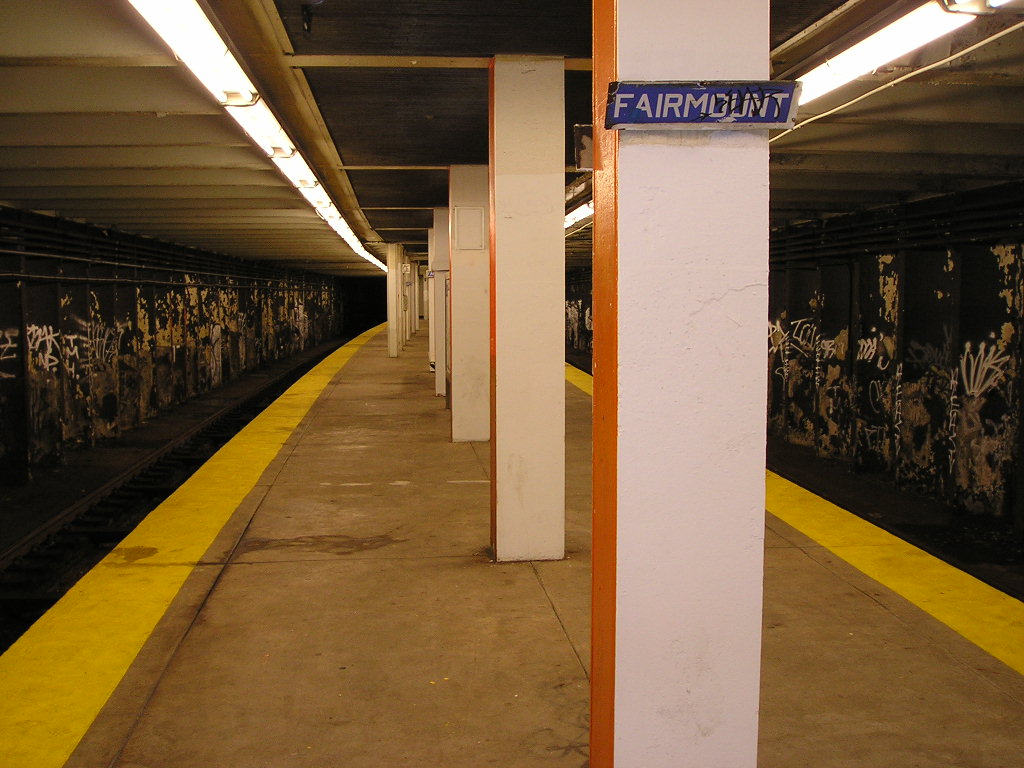
Station Fairmount sur la Broad Ridge Spur

Vue sa configuration express / Local toutes les rames ne suivent pas le même itinéraire. Ceux-ci-sont annoncés par une lettre et une lumière de couleur sur la face avant de la rame ainsi que par des phares de couleur au-dessus des portes des voitures. 
| Ligne            | Lettre | Desserte |
| ---------------- | ------ | --- |
| Local            | L      | Dessert toutes les stations de la lignes sauf la Broad Ridge Spur                                                              |
| Express          | E      | Dessert uniquement Fern Rock, Olney, Erie, Girard, City Hall et Walnut-Locust                                                  |
| Broad-Ridge Spur | R      | Suit l'itinéraire express mais dessert après Girard, les stations Fairmount, Chinatown et 8th Street sous Ridge Spur Avenue    |
| Special          | S      | Suit l'itinéraire express mais roule jusque AT&T Station sans arrêt depuis Walnut-Locust les soirs de manifestations sportives |

## Historique
Dessinée en 1915, La Broad Street fut inaugurée le 1er septembre 1928 de la station City Hall à la station Olney  (14 stations) après quatre ans de travaux. 
Lors de son ouverture le service fut limité au City Hall alors que le tunnel était déjà terminé jusqu’à Lombard South. Il fallut attendre 1930 pour que le service soit rallongé jusque Walnut-Locust et enfin 1932 pour que Lombard South soit desservie. 
Cette même année débutèrent les travaux d’extension vers le sud jusque Snyder Avenue (5 stations) qui furent mis en service le 18 septembre 1938. 
En 1956, la ligne inaugura une nouvelle station sur le site de Fern Rock où elle stockait déjà ses rames, c’est la seule station qui ne se trouve pas dans l’alignement sous Broad Street, c’est également la seule station à ne pas être souterraine. 
Au sud la ligne fut encore prolongée de deux stations en 1973 : Oregon et  Pattison (renommée service en 2010 AT & T Station) qui a pour but de desservir le nouveau centre sportif où se trouvent aujourd’hui les stades de toutes les équipes sportives de Philadelphie.
Les plans originaux de la ligne furent dessinés sur base des lignes du métro de New York avec un système de voies express afin de fluidifier le trafic de passagers aux stations majeures et la ville fit également appel aux ingénieurs ayant de la Northwestern Elevated qui avait construit un tronçon similaire sur le réseau du métro de Chicago. Lors de son inauguration la ligne ne comptait pourtant les quatre voies à partir de 1932 et ce, sur un court tronçon, de Walnut-Locust à Girard. 
Les deux voies intérieures à vocation express furent prolongées en 1959 jusque Erie et ensuite en 1991 jusque Olney sous la configuration qu’on lui connait aujourd’hui. 
Des aiguillages de transfert entre les voies existent aujourd’hui à trois endroits : au nord de la station de Olney, au nord de la station de Erie et entre les stations Tasker Morris et Snyder où l’aiguillage de courte portée sert à stocker les rames en heure creuse puisque les voies express n'y existent pas; Le tronçon au sud de Walnut-Locust fut construit différemment ; seule la portion est du tunnel fut achevée (ce qui signifie que les rames en direction du sud roulent sur la voie qui devait selon les plans desservir le nord sur le mode express) et bien que l’espace ouest existe sous Broad Street à l’état de gros œuvre (aucune voie n'y est posée), ni la ville ni la SEPTA n’ont à ce jour émis la possibilité d’y effectuer les travaux nécessaires.

### Broad Ridge Spur (1932)
La Broad Ridge Spur est une extension sud à deux voies de la Broad Street Line qui s’en sépare à hauteur de Fairmount Avenue et qui à pour terminus 8th Street au croisement avec Market Street. 
Sur les plans de 1915, la ville voulait créer une boucle de métro souterrain sous Ridge Spur Avenue, Locust Street et Arch Street; la Broad Ridge Spur telle qu’elle existe aujourd’hui en est son embryon. Faute de financement suffisant, les travaux de cette boucle furent considérés comme non prioritaires. 
Son service a commencé en 1932 jusque 8th street avec des stations intermédiaires à Fairmount, Spring Street (fermée en 1991) et Chinatown. En 1936, la Delaware River Commission (maintenant Delaware River Port Authority) a inauguré la Bridge Line vers Camden dans le New Jersey. Cette ligne marquait deux arrêts souterrains dans Camden, empruntait le niveau inférieur du pont Benjamin-Franklin au-dessus du fleuve Delaware et redevenait souterraine, desservant Franklin Square (aujourd’hui fermée) avant de rejoindre enfin la Broad Ridge Spur. 
Bien que terminé en 1932, le tunnel de prolongation ouest des deux lignes ne fut inauguré qu’en 1952 jusque 16th Street sous Locust Street (soit le terminus actuel de la PATCO Line). En 1969, le Delaware River Port Authority créa la PATCO Line qui fut prolongée à l’est jusqu’à Lindenwold à travers le New Jersey. Il fut décidé à cette date de dissocier la Broad Ridge Spur de la PATCO Line et la ville de Philadelphie attribua l'usage concédé des tunnels en provenance du pont Benjamin-Franklin jusque 16th Street à la PATCO Line. Un nouveau terminus de correspondance sur une voie en cul-de-sac fut construit au-dessus de celles jusque de la PATCO Line afin d’y limiter la Broad Ridge Spur.

## Projets
Le plan stratégique d'investissements 2020-2031 de la SEPTA ne mentionne plus aucun projet d'extension de la ligne.

### Au nord de la ville
Il existe aujourd'hui plusieurs aiguillages prévus pour la prolongation de la ligne à différents endroits dont un à hauteur de Erie Avenue vers le quartier de Germantown; Prévu sur les plans originaux et relancés en 1953, 1964 et 1973, le SEPTA a commandé en 2001 une étude sur la faisabilité de la prolonger la Broad Street Line au milieu de Roosevelt Boulevard qui doit être reconstruit en autoroute urbaine. La prolongation de 14 km jusque Bustleton Avenue et Southampton Boulevard permettrait la desserte des quartiers nord-est de la ville. La Market-Frankford Line serait également prolongée jusqu'à Bustleton Avenue sur 2 km depuis le terminus actuel de Frankford. 
Vu que ce développement est étroitement lié au réaménagement de Roosevelt Boulevard pour lequel aucune date n'est avancée ni par la ville ni par l'État de Pennsylvanie, le SEPTA n'a à ce jour encore demandé aucun financement et n'a pas inclus ces prolongations estimées à 4,7 milliards $ dans son plan directeur 2010 - 2021.

### Au sud de la ville
Présentée par la commission régionale de la Delaware Valley en 2008, le SEPTA envisage une prolongation de Pattison sur trois kilomètres vers l'ancien chantier naval reconverti entretemps en centre d'affaires très prisé grâce à sa proximité avec le centre-ville mais également de l'aéroport. Une station intermédiaire serait construite à hauteur de Corporate Center à 1,8 km de Pattison. L'accord sur le financement de 370 millions $ ne fut pas conclu et aucune date de début n'a encore été déterminée pour le démarrage du chantier d'une durée de trois ans.

## Matériel roulant
Les rames de la Broad Street Line roulent à écartement standard de 1 435 mm. La première série de rames a été construit en 1927 par la société américaine JG Brill. Vu la faillite du constructeur et l'augmentation des lignes, c'est la Pressed Steel Company qui livra une série supplémentaire en 1938. 
Ces rames ont restées en fonction jusqu'en 1982, lorsque la SEPTA a introduit les nouvelles « B-IV » construites par le fabricant japonais Kawasaki. Ces voitures, au nombre de 104,sont toujours en utilisation sur le réseau actuel. Elles roulent en formation de 5 voitures ou 6 en heure de pointe sur le tracé principal, en doublets sur la branche Broad Ridge.
Plusieurs ancêtres de la première génération de la Broad Street Line sont exposées au dépôt de Fern Rock.